# ستانلي كرامر
ستانلي كرامر (بالإنجليزية: Stanley Kramer)‏ مخرج ومنتج أمريكي يهودي (ولد يوم 29 سبتمبر 1913) حصل على العديد من الجوائز منها جائزة الجولدن جلوب وجائزة الدب الذهبي، كما شارك في الحرب العالمية الثانية.

## روابط خارجية
- ستانلي كرامر على موقع IMDb (الإنجليزية)
- ستانلي كرامر على موقع الموسوعة البريطانية (الإنجليزية)
- ستانلي كرامر على موقع روتن توميتوز (الإنجليزية)
- ستانلي كرامر على موقع مونزينجر (الألمانية)
- ستانلي كرامر على موقع ألو سيني (الفرنسية)
- ستانلي كرامر على موقع تيرنر كلاسيك موفيز (الإنجليزية)
- ستانلي كرامر على موقع أول موفي (الإنجليزية)
- ستانلي كرامر على موقع قاعدة بيانات الأفلام السويدية (السويدية)
- ستانلي كرامر على موقع إن إن دي بي (الإنجليزية)
- ستانلي كرامر على موقع ديسكوغز (الإنجليزية)